# Excidobates condor
Excidobates condor é uma espécie de anfíbio anuro da família Dendrobatidae. Está presente no Equador. A UICN classificou-a como pouco preocupante.